# Martinet menut de Nova Zelanda
El martinet menut de Nova Zelanda (Botaurus novaezelandiae syn: Ixobrychus novaezelandiae) és una espècie extinta pertanyent a la família dels ardèids (Ardeidae). Era endèmica de Nova Zelanda i es va registrar per última vegada amb vida a la dècada de 1890.
Els noms vernacles d'aquesta espècie inclouen, a més de martinet menut de Nova Zelanda, spotted heron (garsa tacada, en anglès) i kaoriki (maori).

## Taxonomia
De vegades s'ha considerat l'espècie com una subespècie de martinet menut comú (Botaurus minutus), o conespecífica amb el martinet menut australià (Botaurus dubius) d'Austràlia i Nova Guinea, tot i que va ser descrita per primera vegada per Alexander Callender Purdie el 1871 com a Ardeola novaezelandiae. L'any 1980, el paleontòleg neozelandès Peter L. Horn va trobar ossos subfòssils d'un martinet del llac Poukawa, que va anomenar Dupetor flavicollis. L'any 1991, Philip Millener va identificar el material de Horn com a restes del vertebrat de Nova Zelanda.
Aquesta espècie es trobava anteriorment en el gènere Ixobrychus. Però un estudi filogenètic molecular de la família dels ardèids publicat el 2023 va trobar que Ixobrychus era parafilètic i per crear gèneres monofilètics, Ixobrychus es va fusionar amb el gènere Botaurus que havia estat introduït el 1819 pel naturalista anglès James Francis Stephens.

## Descripció
Tot i tractar-se d'una espècie de martinet menut, l'espècie era més gran (longitud d'unes 14,75 polzades (38 cm) ) que el martinet menut comú (25–36 cm). Es coneixen pocs exemplars, i d'aquests existeixen dubtes fins i tot sobre el sexe d'alguns, cosa que fa que les descripcions publicades no siguin fiables. Les diferències amb el martinet menut comú inclouen una taca de color brillant més gran a l'ala superior, les parts superiors negres amb ratlles de color marró clar, així com les parts inferiors amb ratlles de color marró fosc i ferruginós.

## Distribució i hàbitat
En els darrers temps, només se sap amb certesa que l'ocell va habitar l'illa del sud de Nova Zelanda, amb la majoria de registres de Westland. Tot i que s'han trobat restes subfòssils a l'illa del Nord, els informes d'aus vives poden haver estat de bitons australians mal identificats. El primer exemplar científic va ser obtingut a Tauranga, a l'Illa Nord, pel reverend Mr Stack el 1836, però ara no es pot localitzar. L'exemplar holotip del Museu de Nova Zelanda va ser trobat al llac Wakatipu a Otago. L'hàbitat registrat de l'espècie inclou els marges boscosos de llacunes i rieres salines.

### Alimentació
Hi ha registres de que el martinet menut de Nova Zelanda menjava peixets i cucs en captivitat, quan es dóna a l'aigua.

### Veu
Buller va enregistrar dos reclams, un esclafit peculiar com a crit d'alarma i un "crit no diferent al d'un bernat pescaire, encara que no tan fort".